# Zvi Yaakov Oppenheim
Pour les articles homonymes, voir Oppenheim (homonymie).
Zvi Yaakov Oppenheim (en hébreu:  צבי יעקב אופנהיים) (né en 1854 à Yakubowe, aujourd'hui Jokūbavas, Kretinga en Lituanie et mort le 11 février 1926, à Kelmė) en Lituanie) est le Grand-rabbin de Kelm (Kelmė) en Lituanie, pendant 43 ans, et un des trois rabbins fondateurs de la Yechiva de Telshe avec Shlomo Zalman Abel et Meir Atlas.

## Biographie
Zvi Yaakov Oppenheim est né en 1894 à Yakubowe en Lituanie. Il est le fils du rabbin Michael Yitzhak Oppenheim et de Zippa Oppenheim. Il a un frère Yom Tov Oppenheim
. Sa fille Minucha Melamed est née le 5 janvier 1874 à Telsiai, Lituanie et est mote le 23 octobre 1956 à Johannesburg, en Afrique du Sud.Sa fille Chana Elka épouse le rabbin Moshe Benjamin Tomashoff (1878-1960),. Il a une autre fille, Miriam Oppenheim. Son fils Shmuel Bendit Oppenheim est né en 1893. Son autre fils, Alter Oppenheim, est mort en 1919.

### Yechiva de Telshe
Zvi Yaakov Oppenheim est un des trois rabbins fondateurs de la Yechiva de Telshe en 1875 avec les rabbins Meir Atlas et Shlomo Zalman Abel.

### Rabbin de  Tytuvėnai
De 1881 à 1882, Zvi Yaakov Oppenheim est le rabbin de Tzitovian (Tytuvėnai), en Lituanie.

### Rabbin de Kelmė
En 1883, Zvi Yaakov Oppenheim devient le rabbin de Kelmė, en Lituanie.Il est le rabbin de la ville pendant 43 ans. Il meurt le jeudi 11 février 1926 (22 Chevat), à l'âge de 72 ans. Son gendre, le rabbin Kalman Beineshovitz, lui succède.

## Œuvres
- Responsa[13]